# Abbas Basman
Abbas Maruhom Basman (1945? - Cagayan de Oro, 26 december 2010) was een Filipijns politicus. Basman werd na de EDSA-revolutie op 31 maart 1986 door Corazon Aquino benoemd tot interim-burgemeester (Officer-in-Charge) van de stad Marawi op het zuidelijke eiland Mindanao. Bij de eerste daaropvolgende verkiezingen in 1988 verloor hij van Mahid Mutilan. Het door hem aangetekende protest werd echter vlak voor het einde van de lopende termijn gehonoreerd. Na zijn installatie op 14 januari 1992 werd hij enkele maanden later bij de verkiezingen van 1992 herkozen. In 1995 won hij een derde en dus laatste opeenvolgende termijn. In zijn periode als burgemeester realiseerde hij relatief veel infrastructurele projecten, werden er nieuwe markten gebouwd en kwam er een gymnasium en een nieuw stadhuis.
In 2007 maakte hij een politieke comeback. Ondanks het feit dat hij erin slaagde de rivaliserende politieke families Dianalan, Tomawis en Maruhom gezamenlijk achter zich te krijgen, werd hij dat jaar bij de verkiezingen van 2007 verslagen door tegenkandidaat Fahad Salic. Bij 2010 deed hij een nieuwe poging. Ook ditmaal verloor hij van Salic. Basman overleed op tweede kerstdag 2010 aan de gevolgen van een leverziekte, waarvoor hij twee weken eerder was opgenomen in Cagayan de Oro City Hospital.